# 六分儀 (天文學)
六分儀是描繪六分之一圓的設備，在天文學主要用於量測恆星位置。天文學使用的六分儀有兩種類型：牆六分儀和框架式六分儀。
它們具有重要的歷史意義，但隨著時間的推移，它們已被中星儀、其他天體量測科技和衛星（如依巴谷衛星）所取代。

## 牆六分儀

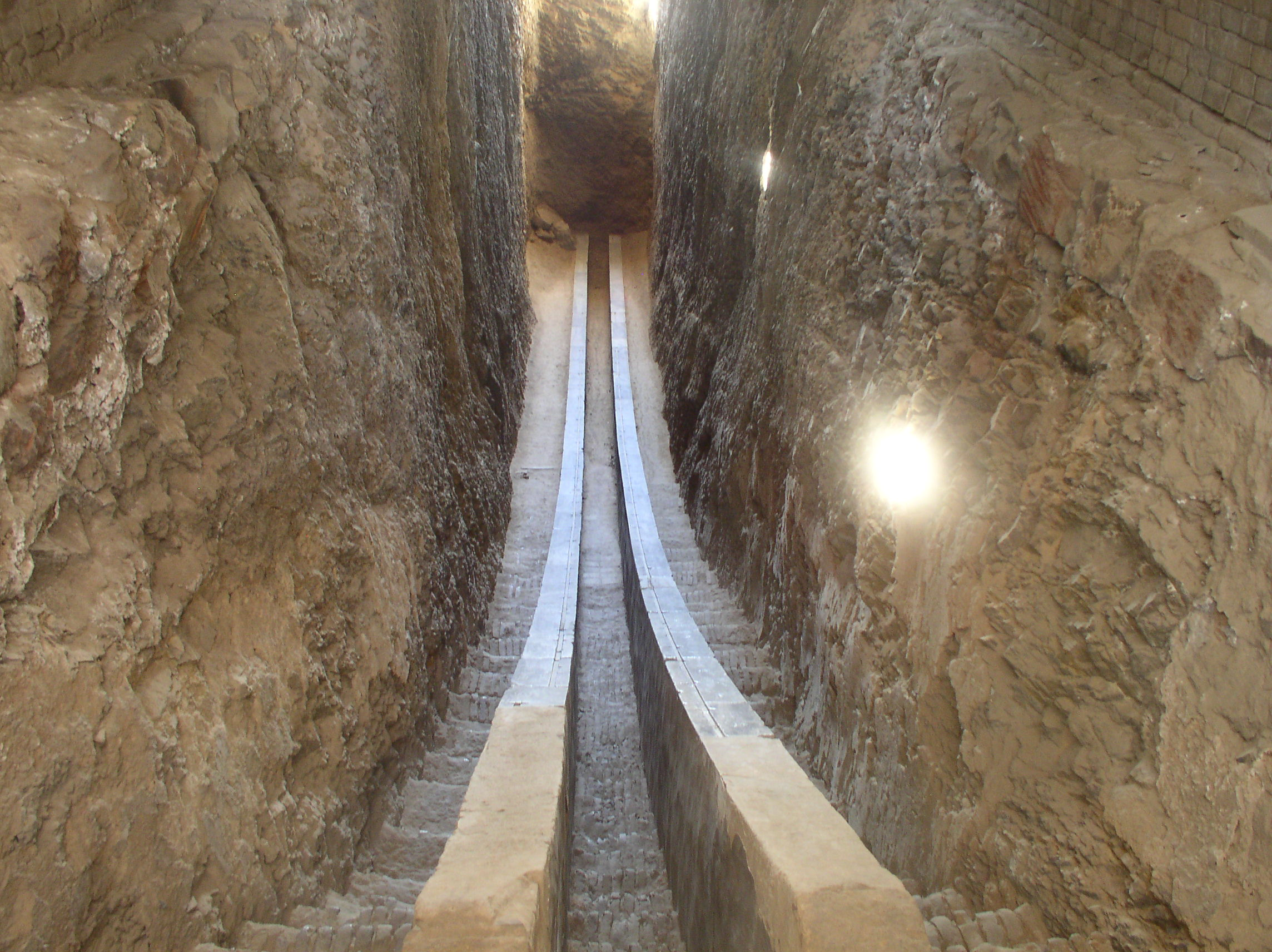
15世紀中亞烏茲別克撒馬爾罕的烏魯伯格使用的牆六分儀遺跡。

已知的第一個牆六分儀是由阿布·馬哈茂德·庫揚迪於西元994年在伊朗的雷伊建造的。為了量測黃道的軸向傾斜，胡詹迪（al-Khujandī）發明了一種他稱之為「法赫里六分儀」（al-suds al-Fakhrī）的裝置，以紀念他的贊助人：布維西王朝的統治者法赫爾·道萊（976-997）。這架儀器是一個沿著這臺儀器是一個沿著子午圈南北線排列的牆壁上的60度弧形。胡詹迪的儀器比以前的儀器大；它的半徑約為二十米。與早期的儀器相比，法赫里六分儀的主要改進是將讀數精度提高到秒，而較舊的儀器只能以度和分為單位讀取。比魯尼（Abū Rayhān al-Bīrūnī|al-Birūni）、伊本·班納·馬拉庫什和吉亞斯丁·賈姆希德·麥斯歐德·阿爾-卡西證實了這一點。在夏至和冬至時，胡詹迪用他的設備量測了太陽在地平線上的角度；這兩個測量值允許計算六分儀所在位置的緯度和黃道的傾角。。
烏魯伯格建造了一個半徑為40.4米的法赫里六分儀，這是15世紀同類儀器中最大的儀器。這架六分儀位於烏魯伯格天文台，有一個精心構造的弧形，兩側有一個樓梯，為進行量測的助手提供了通道。

## 框架六分儀

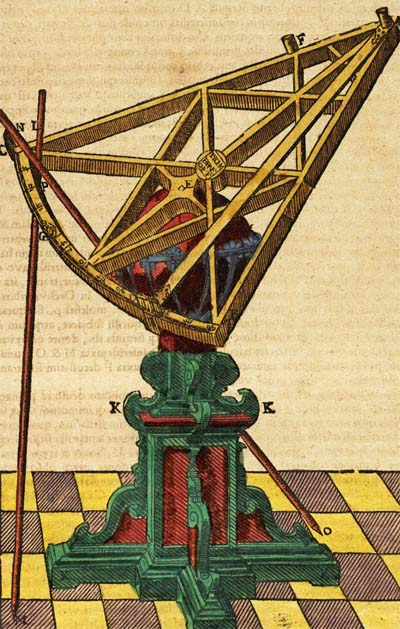
第谷·布拉厄的六分儀，用於量測恆星之間的角距離。

基於大型金屬框架的六分儀比牆六分儀更有優勢，因為它可以在任何方向使用。這允許量測天體之間的角距離。
這些儀器與領航員的六分儀有很大不同，因為後者是一種反射儀器。領航員的六分儀使用鏡子將太陽、月球或恆星的影像帶到地平線上，並據以測量物體的高度。由於使用了鏡子，量測的角度是儀器弧長的兩倍。因此，導航儀的六分儀在弧上包含的角度為 60°，但可測量120°。相較之下，天文的六分儀很大，是直接測量角度：60° 的弧度最多可以測量 60°。

### 建造
這些大型六分儀主要由木材、黃銅或這兩種材料的組合製成。框架足夠重，可以保持剛度，而不會使儀器發生彎曲變化，從而影響觀察品質，因此可以提供可靠的測量結果。框架安裝在支撐結構上，可以在使用時將其固定到定位。在某些情況下，可以調整六分儀的位置，以便儀器指向任何方向進行測量。由於儀器的尺寸和重量，人們必須注意它的平衡，以便它可以輕鬆移動。
通常使用照準儀進行觀測，然而較新的版本可以使用望遠鏡。在某些情況下，儘管其尺寸很大，可以使用配重和滑輪系統使觀察者能夠操縱儀器。

### 使用方法

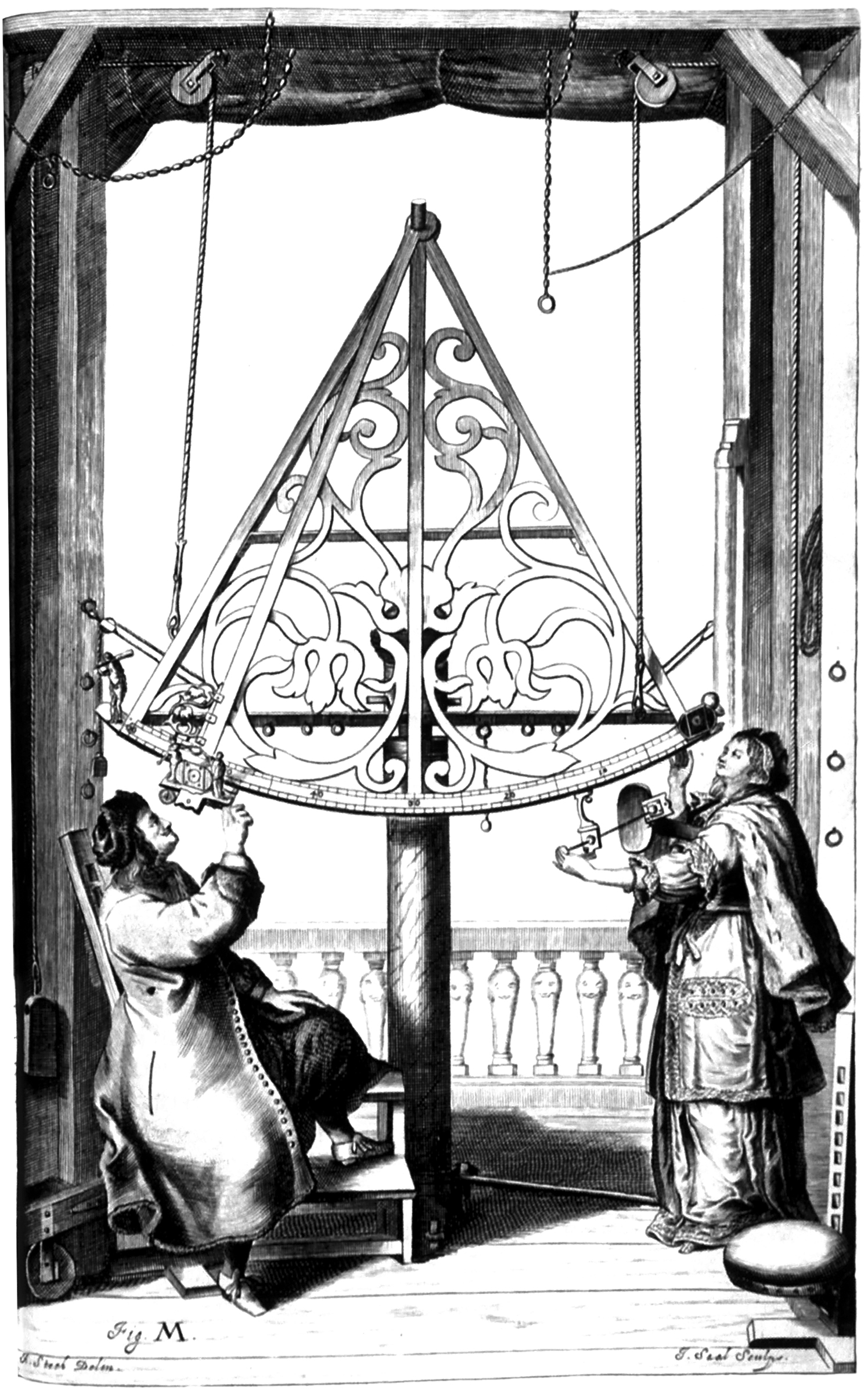
約翰內斯（Johannes）和伊莉莎白·赫維留斯（Elisabetha Hevelius）用六分儀觀察。

這些儀器的使用方式與較小的儀器大致相同，但由於尺寸的原因，工作量可能會增加。有些儀器可能需要不止一個人來操作。
如果六分儀永久固定在原位，則只需確定照準儀或類似指數的位置。在這種情況下，觀察者移動照準儀，直到感興趣的物體在瞄準鏡中居中，然後讀取弧線上標記的刻度。
對於可以移動的儀器，程序更為複雜。有必要用兩條線觀察物體。儀器的邊緣通常配有瞄準器，並且儀器與兩個感興趣的物體之一對齊。然後，照準儀也與第二個物體對齊。一旦每個物體都集中在一組瞄準器中，就可以進行讀數。對於用非常大的儀器觀測到的移動天體來說，這可能是一個挑戰，因為一個人可能無法輕鬆確認這兩個瞄準器；助手協助會有很大的好處。右邊的赫維留斯儀器的插圖顯示了兩個人如何使用這種六分儀：他的妻子伊莉莎白正在對齊儀器，而約翰內斯正在設置照準儀。

### 著名的框架六分儀
- 塔基丁（Taqi al-Din Muhammad ibn Ma'ruf，Taqi al Din）使用六分儀來確定春分點。
- 第谷·布拉厄使用六分儀進行了許多恆星位置的量測。
- 約翰內斯·赫維留斯使用一個特別巧妙的照準儀六分儀來提供高精度的恆星位置量測。
- 第一位皇家天文學家 約翰·佛蘭斯蒂德在格林尼治皇家天文台使用的六分儀。